# Rhopalogaster aurifer
Rhopalogaster aurifer là một loài ruồi trong họ Asilidae. Rhopalogaster aurifer được Hermann miêu tả năm 1912. Loài này phân bố ở vùng Tân nhiệt đới.